# Näpfchenstein (Hundisburg)

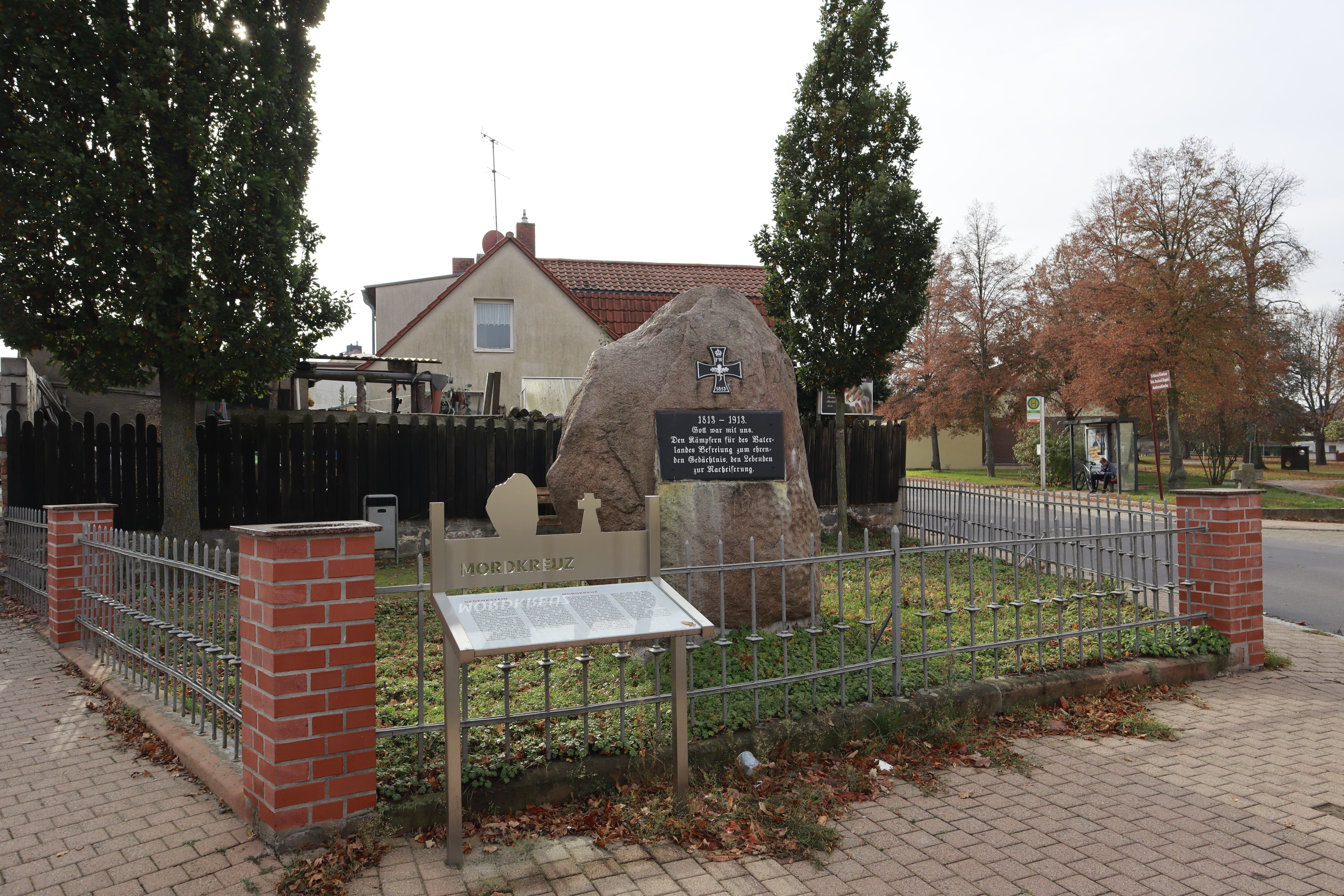
Näpfchenstein Hundisburg

Beim Näpfchenstein im Ortsteil Hundisburg der Stadt Haldensleben in Sachsen-Anhalt handelt es sich um einen großen Findling. Der Findling ist als Bodendenkmal in das örtliche Denkmalverzeichnis eingetragen.

## Allgemeines
Der Näpfchenstein befindet sich auf einer eingezäunten Grünfläche an der Kreuzung Hauptstraße und Schackensleberweg in Hundisburg. In der Nähe befindet sich das Sühnekreuz, auch Mordkreuz genannt.
Der Findling wurde 1913 anlässlich des 100-jährigen Jubiläums der Völkerschlacht bei Leipzig am heutigen Ort zum Gedenken an die gefallenen Soldaten aufgestellt. Er ist mit einem Eisernen Kreuz und einer Gedenkplatte mit Inschrift verziert.
Die Vorderseite des Steines enthält neben den beiden neueren Verzierungen auch zahlreiche Näpfchen. Solche Näpfchen sind oft auf Deckenplatten von Großsteingräbern aus der Bronzezeit zu finden. Ob es sich bei dem Findling tatsächlich um einen Deckstein eines Großsteingrabes handelt, lässt sich aber nicht mehr feststellen.
Der Stein stammt aus den Abraumschichten eines Steinbruchs in der Nähe der Ruine Nordhusen.